# Еузебио Ди Франческо
Еузебио Ди Франческо (на италиански: Eusebio Di Francesco) е бивш италиански футболист, играл като полузащитник, и настоящ старши треньор.

## Кариера

### Кариера като футболист
Започва кариерата си в Емполи през 1987 година. Четири години по-късно заиграва за Лучезе. След сезон 1993/94 става част от отбора на Пиаченца, с който дебютира в Серия А. През 1997 г. преминава в Рома. С екипа на „Римските вълци“ става Шампион на Италия през 2001. През последните четири години от активната си спортна кариера играе за Анкона, Перуджа и отново Пиаченца.

### Кариера като треньор
Две години след като приключва с футбола като играч, Ди Франческо е назначен за спортен директор на аматьорския клуб Вал ди Сангро. Година след това поема третодивизионния Виртус Ланчиано, но през януари 2009 г. е уволнен заради слаби резултати.
В рамките на сезон 2010/11 е треньор на състезаващия се в Серия Б Пескара.
През лятото на 2011 г. поема Лече, но остава на поста едва няколко месеца.
На 19 юни 2012 година застава начело на Сасуоло, като още през първия си сезон начело успява да спечели Серия Б и да вкара тима в Серия А за пръв път в историята му. Уволнен е през януари 2014 година поради слаби резултати, но само месец по-късно е върнат на поста на треньор, и успява да спаси тима от изпадане. Отбора на Сасуоло запазва мястото си в Серия А и в рамките на сезон 2014/15. През сезон 2015/16 извежда Сасуоло до 6-ото ясто в крайното класиране, с което печели право на участие за Лига Европа, а в последстивие и до Груповата фаза на турнира.
След края на сезон 2016/17 наследява Лучано Спалети начело на Рома. На 7 март 2019 г. е уволнен след отпадането на Рома от Порто в Шампионската лига.

## Успехи

### Като футболист
Рома
- Шампион на Италия (1): 2000/01

### Като треньор
Сасуоло
- Шампион на Серия Б (1): 2012/13